# Джон Говен
Джон Генрі Говен III (англ. John Henry Hoeven III; нар. 13 березня 1957, Бісмарк, Північна Дакота) — американський політик, який представляє Республіканську партію. Молодший сенатор США від штату Північна Дакота з 2011 року. 31-й губернатор штату Північна Дакота в 2000–2010 роках.
Говен навчався у Дартмутському коледжі і Північно-Західному університеті. Він був президентом Банку Північної Дакоти з 1993 по 2000 роки.